# 陳月卿
陳月卿（1953年7月15日—），臺灣資深媒體人及養生專家，父親是山東博山人，母親是臺灣澎湖人，在台灣苗栗的客家村長大。曾任TVBS健康兩點靈節目主持人。現任癌症關懷基金會董事長。
陳月卿於1975年畢業於國立政治大學新聞系，1977年以《閱讀專業性刊物與增進現代化企業觀念關聯性之研究》論文獲得政治大學新聞研究所碩士學位。

## 生平
1980年考進華視新聞，開始記者及新聞播報及節目主持工作。歷任新聞記者及《天涯若比鄰》、《放眼看天下》、《華視新聞雜誌》等節目當主持人。2005年為避免與先生有利益衝突而退出媒體工作，開始專注創食療養生推廣及寫作生涯。

## 曾經主持的節目
- 華視《天涯若比鄰》、《放眼看天下》、《華視新聞雜誌》
- TVBS《健康兩點靈》

## 獎項紀錄
| 年份   | 獲提名                                         | 獎項                             | 結果 |
| ------ | ---------------------------------------------- | -------------------------------- | ---- |
| 1984年 | 《天涯若比鄰》─中華電視台                      | 第19屆金鐘獎教育文化節目主持人獎 | 獲獎 |
| 1984年 | 《華視新聞雜誌》─中華電視台                    | 第19屆金鐘獎新聞節目主持人獎     | 獲獎 |
| 1984年 | 《華視新聞雜誌》─中華電視台                    | 第19屆金鐘獎採訪獎               | 提名 |
| 1985年 | 《放眼看天下》─中華電視台                      | 第20屆金鐘獎教育文化節目主持人獎 | 獲獎 |
| 1985年 | 《華視新聞雜誌》─中華電視台                    | 第20屆金鐘獎新聞節目主持人獎     | 獲獎 |
| 1986年 | 《華視新聞雜誌─泰寮邊境行特別報導》─中華電視台 | 第21屆金鐘獎採訪獎               | 獲獎 |
| 1986年 | 《華視新聞雜誌》─中華電視台                    | 第21屆金鐘獎新聞節目主持人獎     | 提名 |
| 1987年 | 《華視新聞雜誌》─中華電視台                    | 第22屆金鐘獎新聞節目主持人獎     | 提名 |
| 1987年 | 《華視新聞雜誌》─中華電視台                    | 第22屆金鐘獎採訪獎               | 提名 |
| 1988年 | 《華視新聞雜誌》─中華電視台                    | 第23屆金鐘獎新聞節目主持人獎     | 提名 |
| 1991年 | 《華視新聞雜誌─叢林毒王金三角》─中華電視台     | 第26屆金鐘獎新聞採訪獎           | 提名 |

## 榮譽
| 年份 | 獲提名 | 獎項                           | 結果 |
| ---- | ------ | ------------------------------ | ---- |
|      |        | 第十四屆中華民國十大傑出女青年 | 獲獎 |

## 家庭
1990年5月21日與學者及政治人物蘇起結婚，1992年蘇起發現罹患肝癌，開始留意生機飲食保健方法，為先生療養。在先生進行肝癌手術後，於1994年及1997年產下一女一子。

## 著作
| 年份       | 書名                                         | 作者          | 出版社         | ISBN               |
| ---------- | -------------------------------------------- | ------------- | -------------- | ------------------ |
| 1996/10/03 | 《從心開始》（已絕版）                       | 陳月卿        | 希代書版       | ISBN 9578084722    |
| 2005/1/1   | 《全食物密碼》（已絕版）                     | 陳月卿        | 大開資訊       | ISBN 9868091314    |
| 2009/07/30 | 《全食物再發現》（升級版）（已絕版）         | 陳月卿        | 大開資訊       | ISBN 9789868091344 |
| 2010/10/18 | 《每天清除癌細胞：陳月卿全食物養生法》       | 陳月卿        | 時報文化       | ISBN 9789571352862 |
| 2012       | 《全食物調養秘笈》（簡體書）                 | 陳月卿        | 東方出版社     | ISBN 9787506046817 |
| 2013       | 《從心開始：每天清除心靈癌細胞》             | 陳月卿        | 時報出版       | ISBN 9789571357126 |
| 2014/10/27 | 《吃對全食物（上）》                         | 陳月卿        | 天下文化       | ISBN 9789863205791 |
| 2015       | 《吃對全食物（下）》                         | 陳月卿        | 天下文化       | ISBN 9789863206910 |
| 2015       | 《全食物調養秘笈2》（簡體書）                | 陳月卿        | 台灣東方出版社 | ISBN 9787506081801 |
| 2017       | 《綠拿鐵 排毒魔法飲》                        | 陳月卿、小V爸 | 天下生活       | ISBN 9789869461771 |
| 2019       | 《他的癌細胞消失了》（每天清除癌細胞大改版） | 陳月卿        | 時報文化       | ISBN 9789571378053 |
| 2022       | 《時時刻刻微養生》                           | 陳月卿        | 天下文化       | ISBN 9789865259204 |